# Vas (Kostel, Slovenija)
Vas je naselje u slovenskoj Općini Kostelu. Vas se nalazi u pokrajini Dolenjskoj i statističkoj regiji Jugoistočnoj Sloveniji. 

## Stanovništvo
Prema popisu stanovništva iz 2002. godine naselje je imalo 67 stanovnika.